# Jueju
jueju chinesisch 絕句 / 绝句, Pinyin Juéjù ist eine Gedichtsform aus der Tang-Zeit. Das Jueju ist eine Form des Jintishi.

## Form
Das Jueju besteht aus einer Strophe à vier Versen mit jeweils fünf oder sieben Schriftzeichen. Die ersten und die zweiten beiden Verse einer Strophe werden zu einem Paar zusammengefasst, für die bestimmte Regeln gelten.
Ein typisches Gedicht (mit fünf Zeichen pro Zeile) sieht wie folgt aus: (登鸛雀樓 / 登鹳雀楼,  dēng guàn què lóu – „Besteigung des Storchenturmes“ von Wang Zhihuan chinesisch 王之渙 / 王之涣, Pinyin Wáng Zhīhuàn,):
- Langzeichen

```
白日依山盡，
黃河入海流。
欲窮千里目，
更上一層樓。
```

- Kurzzeichen

```
白日依山尽，
黄河入海流。
欲穷千里目，
更上一层楼。
```

## Töne
Es gelten spezielle Reimregeln für die Töne, die Töne des Hochchinesischen werden in die zwei Kategorien Ping (平,  píng) und Ze (仄,  zè) eingeteilt. Die Ping-Töne sind dabei der 1. (¯) und der zweite (´) Ton, die Ze-Töne sind der 3. (ˇ) und 4. (`) Ton. Tonlose Silben werden, je nachdem wie sie normalerweise silbisch betont werden, eingeordnet.

## Reime
Der Auslaut der letzten Silbe des zweiten und vierten Verses muss sich reimen, der dritte Vers darf sich auch reimen, der erste muss allerdings einen anderen Auslaut haben. Zusätzlich gilt, dass die reimenden Silben beide Ping-Töne haben müssen.
Hier bezogen auf das vorherige Gedicht, die letzte Silbe ist in Pinyin noch einmal daneben abgebildet:
```
白日依山盡 jìn
黃河入海流 líu
欲窮千里目 mù
更上一層樓 lóu
```

Der Auslaut der reimenden Silben ist hierbei ou (Wird aus der Umschrift nicht ersichtlich, Aussprache eigentlich liou). Die zweite und vierte Zeile reimen sich (líu und lóu), die erste und dritte Zeile haben jedoch einen anderen Auslaut (jín und mù).

## Parallelismen und Tonvariationen
Die Verspaare sollten, müssen aber keinen Parallelismen aufweisen. Das bedeutet, dass die übereinander stehenden Silben in den Paaren jeweils dieselbe Wortart aufweisen.
Für jedes Verspaar gilt, dass sich bei den zweiten, genauso wie bei den vierten Silben jeder Zeile die Töne aus unterschiedlichen Gruppen stammen. Also wenn zum Beispiel die zweite Silbe der ersten Zeile einen Ping-Ton hat, so muss die zweite Silbe der zweiten Zeile einen Ze-Ton haben.

## Zäsur
Wenn ein Jueju gelesen wird, so ist nach der jeweils zweiten Silbe einer Zeile eine Zäsur zu machen.